# Luigi Ricci-Stolz
Luigi Ricci-Stolz, all'anagrafe Luigi Stolz (Trieste, 1852 – Milano, 10 febbraio 1906), è stato un compositore italiano.

## Biografia
All'anagrafe Luigi Stolz, chiamato famigliarmente Luigino, era figlio del compositore napoletano Luigi Ricci e della sua amante, il soprano d'opera ceca Francesca (Františka) "Fanny" Stolz (1826-1900), sorella del molto più celebre soprano Teresa Stolz, tra le cantanti favorite di Giuseppe Verdi. Sua sorellastra, nonché cugina, era il soprano Lella Ricci, nata dal matrimonio di suo padre con la sorella gemella di Francesca, Ludmila "Lidia" Stolz, anch'ella soprano.
Provenendo da una famiglia particolarmente sensibile al teatro d'opera, Luigi apprese i primi rudimenti dallo zio Federico Ricci,, anch'egli compositore, dal momento che il padre morì quando Luigino aveva appena sette anni. Nel 1902, alla morte della facoltosa zia Teresa, ne ereditò i beni. La sorella Lella era infatti morta nel 1871 a soli 21 anni, a causa di un aborto per una gravidanza che minacciava di comprometterle la carriera, lasciandolo unico erede di una famiglia di facoltosi artisti che, grazie anche all'opera di Verdi, avevano raggiunto grande fama sul finire dell'Ottocento.
Nella sua attività di compositore, oltre a musica sacra, canzoni e quartetti per archi, egli pubblicò un buon numero di opere.
Morì a Milano nel 1906 a 54 anni, presso la Casa di riposo per musicisti "G. Verdi". Riposa al cimitero monumentale di Milano.

## Opere
- Frosina – Genova, 1870

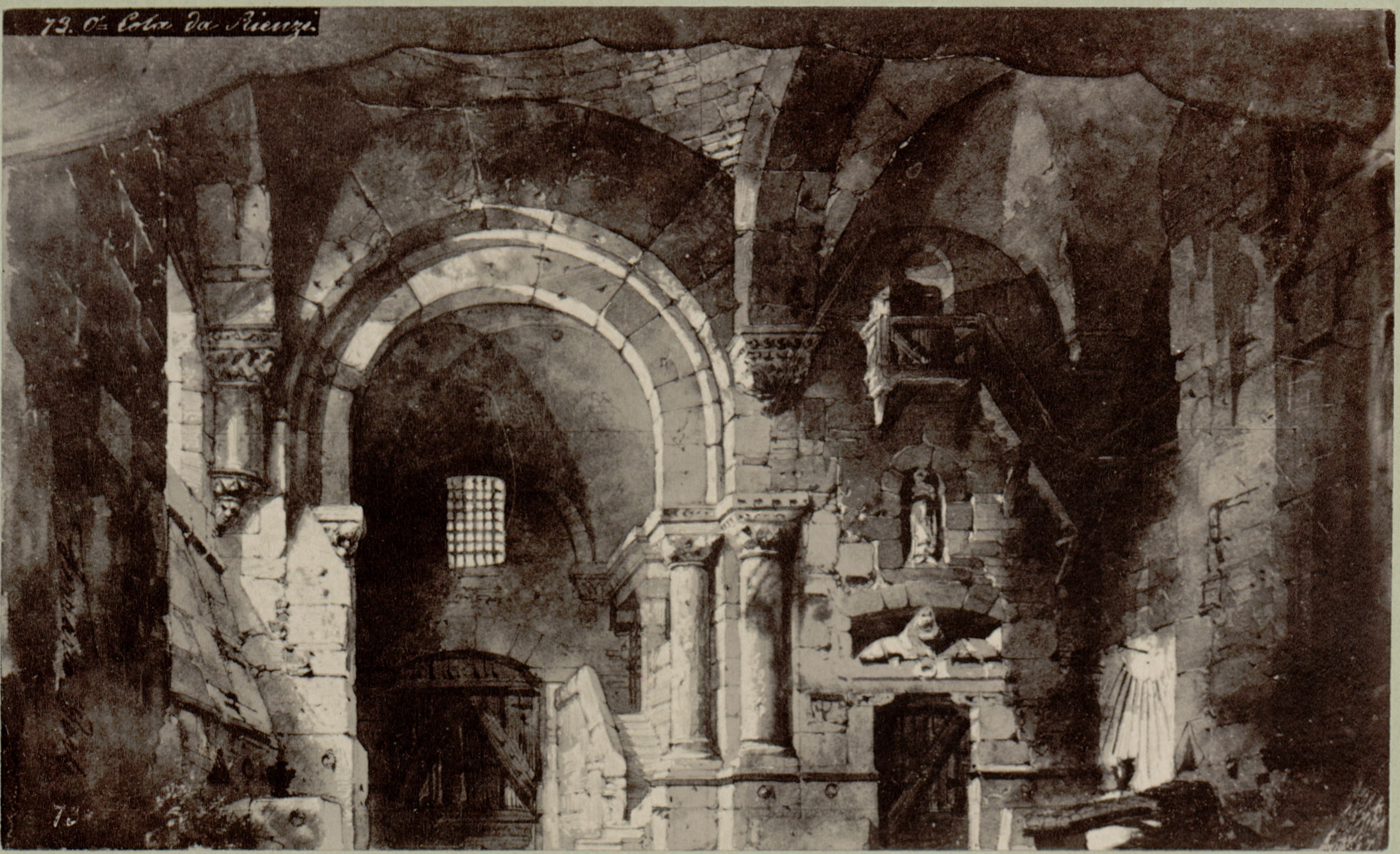
Sotterraneo di S. Sebastiano, bozzetto per Cola di Rienzo atto 1 scena 3 (s.d.). Archivio Storico Ricordi

- Cola di Rienzo – Teatro La Fenice di Venezia, 1880
- Un curioso accidente – Venezia, 1880
- Donna Ines – Piacenza, 1885
- La coda del diavolo – Torino, 1885
- Don Chisciotte (dal Don Chisciotte di Miguel de Cervantes) – Venezia, 1887
- Il frutto proibito – Barcellona, 1888
- Roma intangibile (libretto di G. A. Costanzo) - Roma, dopo il 1888